# Bór mieszany bagienny
Bór mieszany bagienny (BMb) – typ siedliskowy lasów nizinnych na siedliskach dość ubogich, mokrych i bardzo mokrych o glebach torfowych torfowisk przejściowych, murszowo-torfowych, torfów murszejących.
Jest to siedlisko z bardzo płytkim poziomem wód gruntowych lub umiarkowanym, obniżonym (zazwyczaj przez odwodnienie), płytkim poziomem wody gruntowej. Runo, chociaż podobne do runa boru bagiennego, różni się obecnością trzęślicy i różnego rodzaju turzyc. Główna różnica pomiędzy borem bagiennym i mieszanym bagiennym jest widoczna w drzewostanie. 
Głównym gatunkiem drzewostanu jest sosna II–III bonitacji; w wariancie umiarkowanie odwadnianym również świerk II–III bonitacji. Gatunkiem domieszkowym jest brzoza omszona.
W podszycie występują: kruszyna, wierzby krzewiaste, jarzębina. Warstwa mszysta jest na ogół bardzo dobrze wykształcona. Z reguły dominują torfowce, których ilość, w zależności od wariantu wilgotnościowego, może ulegać zmianie.
Gatunki runa typowe różnicujące bór mieszany bagienny od boru bagiennego:
- Eriophorum angustifolium – wełnianka wąskolistna
- Carex fusca – turzyca pospolita
- Carex canescens – turzyca siwa
- Calla palustris – czermień błotna
- Menyanthes trifoliata – bobrek trójlistny
- Carex stellulata – turzyca gwiazdkowata.

Gatunki częste:
- Sphagnum pl. sp. – torfowce
- Polytrichum commune – płonnik pospolity
- Molinia coerulea – trzęślica modra
- Oxycoccus palustris – żurawina błotna
- Lycopodium annotinum – widłak jałowcowaty.